# Kevin Müller
Pour les articles homonymes, voir Müller.
Kevin Müller, né le 20 juillet 1988 à Magdebourg, est un céiste allemand, pratiquant le slalom. Son frère jumeau Kai Müller pratique également cette discipline.

## Palmarès

### Championnats du monde de slalom
- 2010 à Tacen,  Slovénie
  -  Médaille de bronze en C2 par équipe
- 2015 à Londres,  Royaume-Uni
  -  Médaille d'argent en C2 par équipe

### Championnats d'Europe de slalom
- 2011 à La Seu d'Urgell,  Espagne
  -  Médaille d'argent en C2 par équipe
- 2012 à Augsbourg,  Allemagne
  -  Médaille de bronze en C2 par équipe
- 2013 à Cracovie,  Pologne
  -  Médaille de bronze en C2 par équipe
- 2016 à Liptovský Mikuláš,  Slovaquie
  -  Médaille de bronze en C2 par équipe